# Eupithecia contraria
Eupithecia contraria es una especie de polilla de la familia Geometridae. La especie fue descrita por primera vez por András Mátyás Vojnits habiendo sido descrita en 1983, con distribución en Nepal y Pakistán. El holotipo de la especie fue descrita en el Nepal, a 3800 metros (12 467,2 pies) de altitud. Es una polilla oscura y de no muy gran tamaño con una extensión promedio de las alas delanteras en los machos de 20 milímetros (0,8 plg).